# Berta de Kent
Berta (565 - 601) va ser la reina de Kent la influència de la qual va portar la cristianització a l'Anglaterra anglosaxona. Va ser canonitzada com a santa per l'Església catòlica.

## Vida
Berta era un princesa, filla de Caribert I i la seva muller Ingoberga, neta del rei reinant Clotari I i neta de segon grau de Clodoveu I i santa Clotilde. El seu pare va morir el 567, i la seva mare el 589. Berta havia estat criada a prop de Tours. El seu matrimoni amb el pagà Etelbert I de Kent, el 580, era la condició que havia de complir perquè se li permetés practicar la seva religió. Va portar el seu capellà, Liudhard, a Anglaterra. Va fer restaurar una antiga església romana als afores de la ciutat de Canterbury, i la va dedicar a sant Martí de Tours. Es va convertir en la capella privada de la reina Berta abans que arribés de Roma Agustí de Canterbury. L'actual església de Sant Martí de Tours continua al mateix lloc, incorporant la muralla romana de l'església original al presbiteri. La UNESCO ha reconegut aquesta església com la més bella al món de parla anglesa de les que han mantingut l'adoració cristiana de manera continuada des del 580. Sant Martí és (amb la catedral de Canterbury i l'abadia de Sant Agustí) patrimoni mundial per la UNESCO.
El papa Gregori el Gran va enviar una missió dirigida per Agustí de Canterbury, per restaurar el cristianisme a Anglaterra el 596. La recepció favorable de la missió, que va arribar el 597, té molt a veure amb la influència de Berta.
Sense el seu suport i el d'Etelbert de Kent, els assentaments monàstics i la catedral probablement s'haurien fet en algun altre lloc. El 601, el papa Gregori va adreçar una carta a Berta, en què la felicitava per la seva fe i el coneixement de la doctrina.
Els registres anglosaxons indiquen que santa Berta va tenir dos nens: Eadbald de Kent, i Æthelburg de Kent. És anomenada en les genealogies de diversos relats medievals de la Llegenda reial de Kentish.
La data de la seva mort, probablement el 606, està disputada.

## Llegat
La ciutat de Canterbury celebra la reina Berta de diverses maneres:
- El camí de Berta, format per 14 plaques de bronze al terra, va de Buttermarket a l'església de Sant Martí a través del camí Lady Wootton's Green.
- El 2006 es van posar estàtues de bronze de Berta i Ethelbert al mateix camí de Lady Wootton's Green.[10]
- Hi ha una estàtua de fusta de Berta dins l'església de Sant Martí.